# Tormenta de polvo

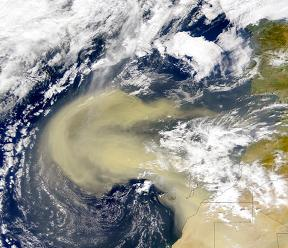
Imagen tomada desde satélite de una tormenta de arena sahariana sobre el océano Atlántico (2000).

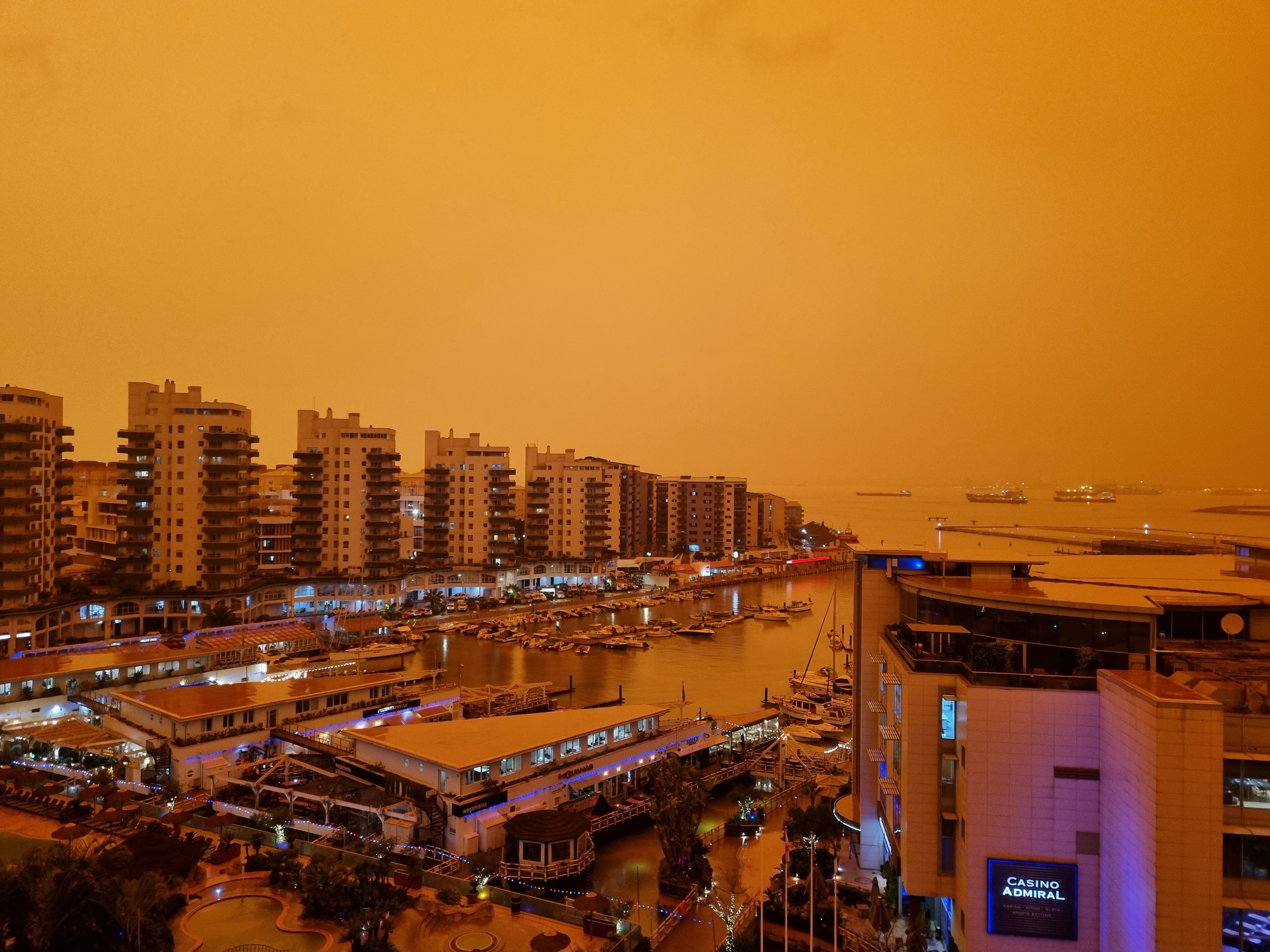
Tormenta de arena en Gibraltar (marzo de 2022).

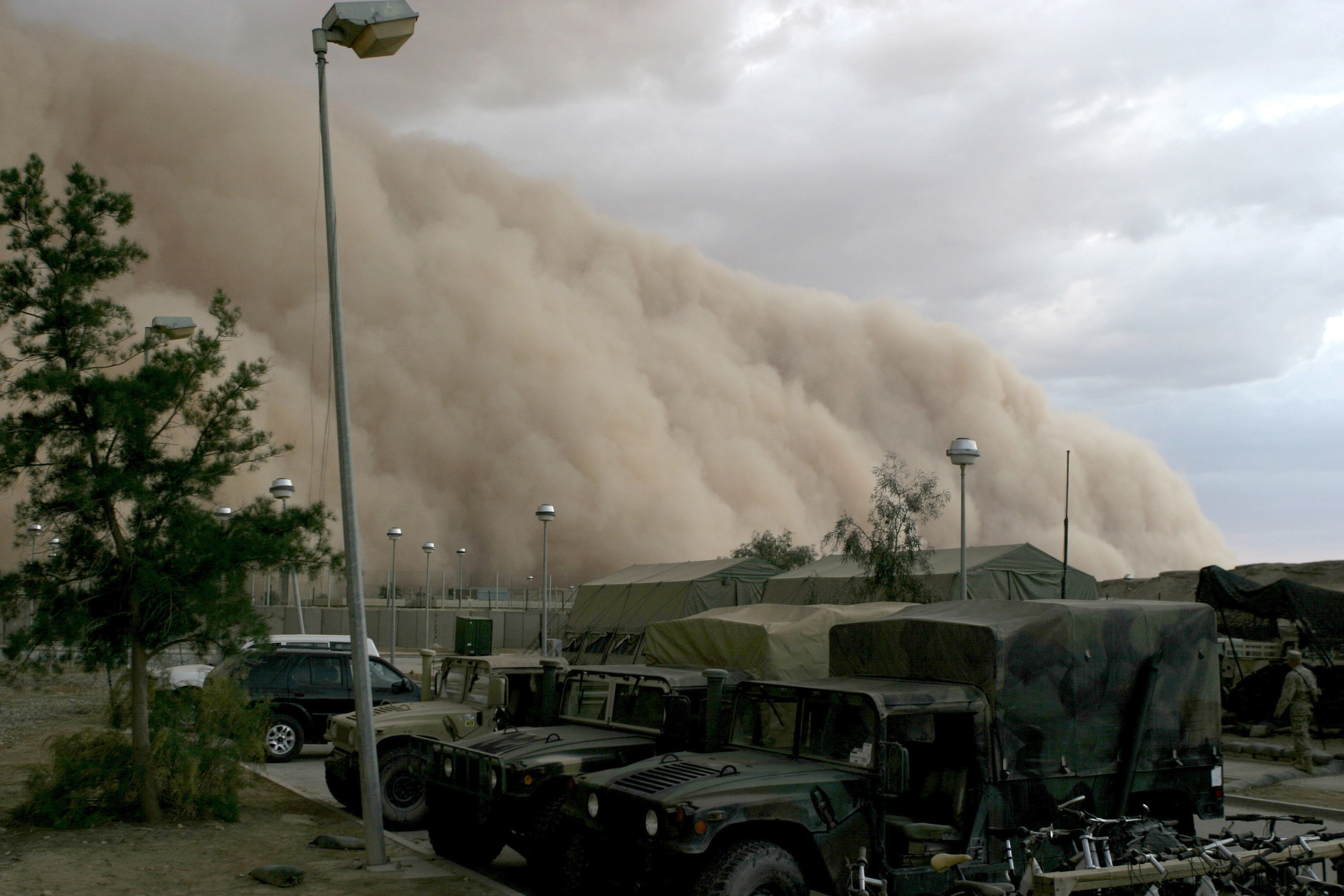
Tormenta de arena en Al Asad, Irak.

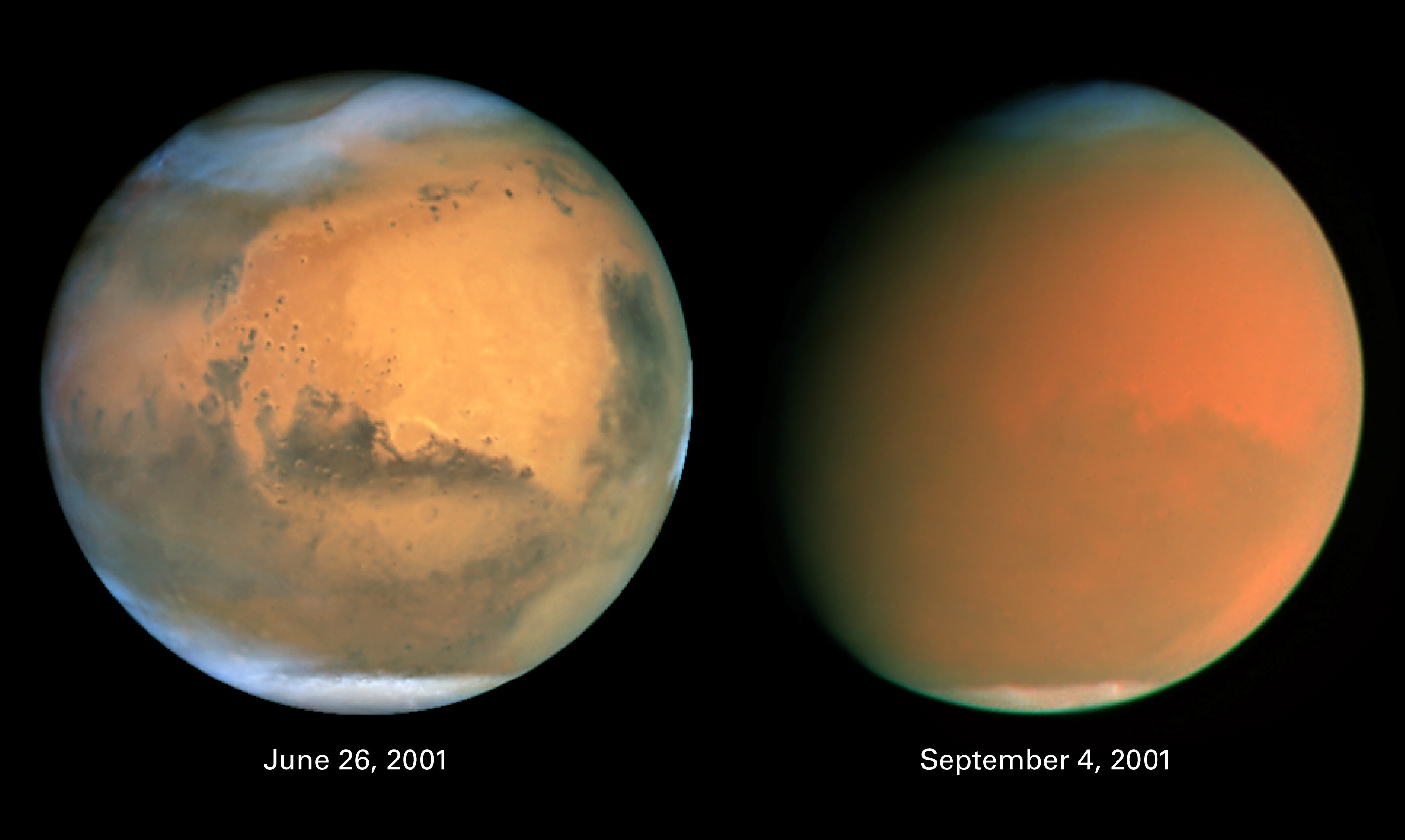
Tormenta de polvo a gran escala en Marte (2001).

Una tormenta de arena, tormenta de polvo o polvareda es un fenómeno meteorológico ocasionado por ráfagas fuertes de viento que arrastran y levantan a gran altura y en grandes cantidades el polvo o la arena del suelo a través del aire.
Es común en el desierto del Sahara de África septentrional, en las Grandes Llanuras de Norteamérica, en Arabia, en el desierto de Gobi de Mongolia, en el desierto Taklamakán del noroeste de China, en Argentina, en la zona de la Pampa seca y en otras regiones áridas y semiáridas.
Una gestión deficiente de las zonas secas de la Tierra, que no considera de manera apropiada el sistema de barbecho, está aumentando las dimensiones y frecuencia de las tormentas de polvo en los márgenes de los desiertos y cambiando el clima local y global del planeta, además de impactar en las economías locales.
Las tormentas de polvo severas pueden reducir la visibilidad a cero, imposibilitando la realización de viajes, y llevarse volando la capa superior del suelo, depositándola en otros lugares. La sequía y el viento contribuyen a la aparición de tormentas de polvo, que empobrecen la agricultura y la ganadería. El polvo recogido en las tormentas puede trasladarse miles de kilómetros: las tormentas de arena del Sahara influyen en el crecimiento del plancton en el oeste del océano Atlántico y, según algunos científicos, son una fuente importante de minerales escasos para las plantas de la pluvisilva amazónica. Las tormentas de polvo pueden observarse a menudo en fotografías tomadas desde satélites. Cuando el polvo en suspensión es arrastrado por corrientes fuertes de aire hacia otros lugares y llueve, se dice que llueve barro, porque todo se llena de gotas de barro que se secan, y acaban ensuciándolo todo.

## Causas

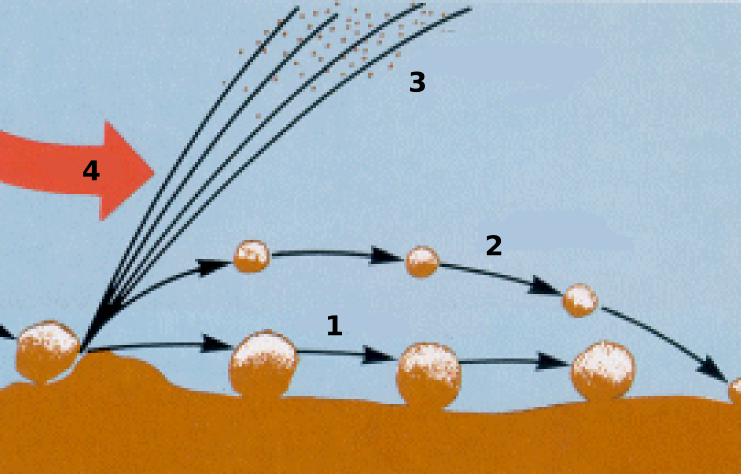
1- Reptación ;
2- Saltación ;
3- Suspensión ;
4- Dirección del viento.

Animación que muestra el movimiento global del polvo de una tormenta de polvo asiático

A medida que la fuerza del polvo que pasa por encima de las partículas sueltas aumenta, las partículas de arena comienzan primero a vibrar y luego a moverse por la superficie en un proceso llamado saltación. Al golpear repetidamente el suelo, se aflojan y desprenden partículas de polvo más pequeñas que empiezan a viajar en suspensión. A velocidades del viento superiores a las que provocan la suspensión de las más pequeñas, habrá una población de granos de polvo que se desplazará por una serie de mecanismos: suspensión, saltación y reptación.
Un estudio de 2008 concluye que la saltación inicial de las partículas de arena induce un campo eléctrico estático por fricción. La arena salada adquiere una carga negativa en relación con el suelo que, a su vez, afloja más partículas de arena que comienzan a salar. Se ha descubierto que este proceso duplica el número de partículas previsto por las teorías anteriores.
Las partículas se sueltan principalmente debido a una sequía prolongada o a condiciones de aridez, y a las altas velocidades del viento. Los frentes de ráfagas pueden ser producidos por la salida de aire enfriado por la lluvia de una intensa tormenta eléctrica. O bien, las ráfagas de viento pueden ser producidas por un frente frío seco: es decir, un frente frío que se desplaza hacia una masa de aire seco y que no produce precipitación-el tipo de tormenta de polvo que fue común durante los años del Dust Bowl en los EE. UU. Tras el paso de un frente frío seco, la inestabilidad convectiva resultante del aire más frío que cabalga sobre el suelo calentado puede mantener la tormenta de polvo iniciada en el frente.
En las zonas desérticas, las tormentas de polvo y arena suelen ser causadas por los flujos de salida de las tormentas eléctricas o por fuertes gradientes de presión que provocan un aumento de la velocidad del viento en una zona amplia. La extensión vertical del polvo o la arena que se levanta viene determinada en gran medida por la estabilidad de la atmósfera sobre el suelo, así como por el peso de las partículas. En algunos casos, el polvo y la arena pueden quedar confinados en una capa relativamente poco profunda por una inversión de temperatura baja. En otros casos, el polvo (pero no la arena) puede elevarse hasta 6000 m (19 685 pies).
La sequía y el viento contribuyen a la aparición de tormentas de polvo, al igual que las malas prácticas agrícolas y de pastoreo al exponer el polvo y la arena al viento.
Una práctica agrícola deficiente que contribuye a las tormentas de polvo es la agricultura de secano. Las técnicas agrícolas de secano más deficientes son la  labranza intensiva o no haber establecido cultivos o cultivos de cobertura cuando las tormentas golpean en momentos especialmente vulnerables antes de la revegetación. En un clima semiárido, estas prácticas aumentan la susceptibilidad a las tormentas de polvo. Sin embargo, se pueden aplicar prácticas de conservación del suelo para controlar la erosión eólica.
Su duración puede extenderse desde unas horas a varios días.

## Supervivencia
Las tormentas de arena pueden ser mortales. La principal recomendación es encontrar rápidamente un lugar donde resguardarse. Otras recomendaciones son;
- Cubrir correcta y completamente el cuerpo, especialmente las partes más sensibles.
- Proteger la nariz y la boca, para evitar aspirar el polvo y arena.
- Proteger los ojos, preferiblemente con unas gafas.
- No avanzar ni intentar caminar durante la tormenta de arena.

## Efectos físicos y medioambientales

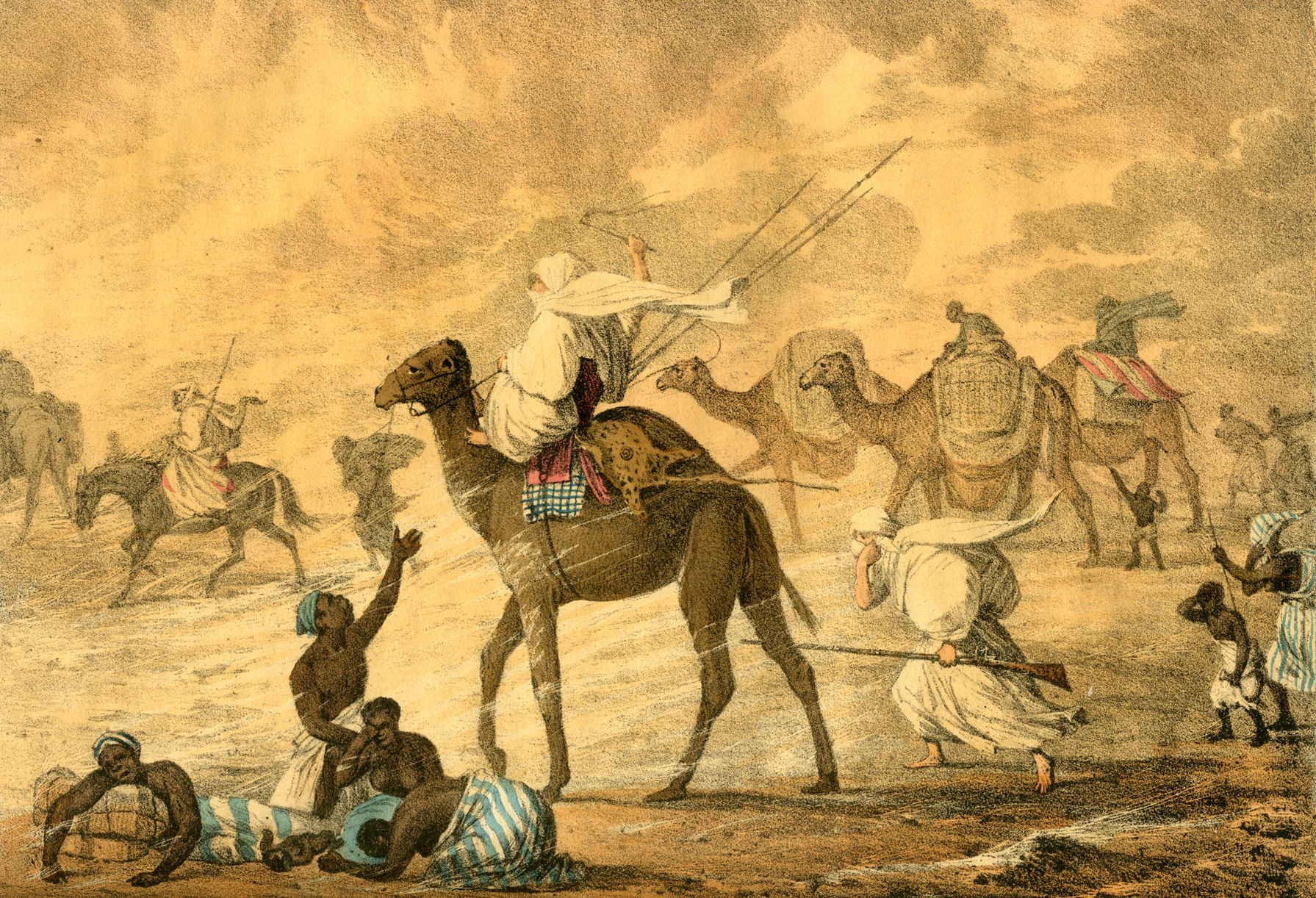
Tormenta de polvo en el Sahara, pintado por George Francis Lyon.

Una tormenta de arena puede transportar y arrastrar grandes volúmenes de arena de forma inesperada. Las tormentas de polvo pueden transportar grandes cantidades de polvo, estando el borde de ataque compuesto por una pared de polvo grueso de hasta 1,6 km (1 mi) altura. Las tormentas de polvo y arena que se desprenden del desierto del Sahara se conocen localmente como simún o simoon (sîmūm, sîmūn). El haboob (həbūb) es una tormenta de arena que prevalece en la región de Sudán en torno a Jartum, siendo sus ocurrencias más comunes en verano.
El desierto del Sahara es una fuente clave de tormentas de polvo, en particular la Depresión de Bodélé y una zona que abarca la confluencia de Mauritania, Malí y Argelia. El polvo del Sáhara se emite con frecuencia a la atmósfera mediterránea y es transportado por los vientos a veces hasta el norte de Europa central y Gran Bretaña.
Las tormentas de polvo saharianas se han multiplicado aproximadamente por 10 durante el medio siglo transcurrido desde la década de 1950, provocando la pérdida de suelo superficial en Níger, Chad, el norte de Nigeria y Burkina Faso. En Mauritania sólo había dos tormentas de polvo al año a principios de la década de 1960; en la actualidad se producen unas 80 al año, según Andrew Goudie, profesor de geografía de la Universidad de Oxford. Los niveles de polvo sahariano procedentes de la costa oriental de África en junio de 2007 fueron cinco veces superiores a los observados en junio de 2006, y fueron los más altos observados desde al menos 1999, lo que puede haber enfriado las aguas del Atlántico lo suficiente como para reducir ligeramente la actividad de los huracanes a finales de 2007.

Sídney envuelta en polvo durante la tormenta de polvo australiana de 2009.

También se ha demostrado que las tormentas de polvo aumentan la propagación de enfermedades en todo el mundo. Las esporas del virus que se encuentran en el suelo son arrastradas a la atmósfera por las tormentas con las partículas diminutas e interactúan con la contaminación del aire urbano.
Los efectos a corto plazo de la exposición al polvo del desierto incluyen el aumento inmediato de los síntomas y el empeoramiento de la función pulmonar en individuos con asma, aumento de la mortalidad y de la morbilidad por el polvo transportado durante mucho tiempo desde el Sahara y las tormentas de polvo asiático lo que sugiere que las partículas de tormenta de polvo transportadas durante mucho tiempo afectan negativamente al sistema circulatorio. La neumonía por polvo es el resultado de la inhalación de grandes cantidades de polvo.
La exposición prolongada y sin protección del sistema respiratorio en una tormenta de polvo también puede causar silicosis, que, si no se trata, conducirá a la asfixia; la silicosis es una enfermedad incurable que también puede conducir al cáncer de pulmón. También existe el peligro de queratoconjuntivitis seca ("ojos secos") que, en casos graves sin un tratamiento inmediato y adecuado, puede conducir a la ceguera.

### Impacto económico
Las tormentas de polvo provocan la pérdida de suelo de las zonas áridas y, lo que es peor, eliminan preferentemente la materia orgánica y las partículas más ligeras ricas en nutrientes, lo que reduce la productividad agrícola. Además, el efecto abrasivo de la tormenta daña las plantas jóvenes de los cultivos. Las tormentas de polvo también reducen la visibilidad, lo que afecta a los aviones y al transporte por carretera.
El polvo también puede tener efectos beneficiosos allí donde se deposita: Las selvas tropicales de América Central y del Sur obtienen la mayor parte de sus nutrientes minerales del Sáhara; las regiones oceánicas pobres en hierro obtienen hierro; y el polvo en Hawái aumenta el crecimiento del plátano. En el norte de China, así como en el medio oeste de EE. UU., los antiguos depósitos de tormentas de polvo conocidos como loess son suelos muy fértiles, pero también son una fuente importante de tormentas de polvo contemporáneas cuando se perturba la vegetación que asegura el suelo.

## El fenómeno en otros planetas
Las tormentas de polvo no se limitan a la Tierra y se sabe que se forman en otros planetas (e incluso satélites) con atmósfera tales como Marte. Estas tormentas de polvo pueden extenderse por áreas más grandes que las de la Tierra, a veces rodeando el planeta, con velocidades de viento de hasta 60 mph (26,8 m/s). Sin embargo, dada la presión atmosférica mucho más baja de Marte (aproximadamente un 1 % de la de la Tierra), la intensidad de las tormentas marcianas nunca podría alcanzar el tipo de vientos huracanados que se experimentan en la Tierra. Las tormentas de polvo marcianas se forman cuando el calentamiento solar calienta la atmósfera marciana y hace que el aire se mueva, levantando el polvo del suelo. La posibilidad de que se produzcan tormentas aumenta cuando hay grandes variaciones de temperatura, como las que se observan en el ecuador durante el verano marciano.